# Paul Séverin Abbatucci

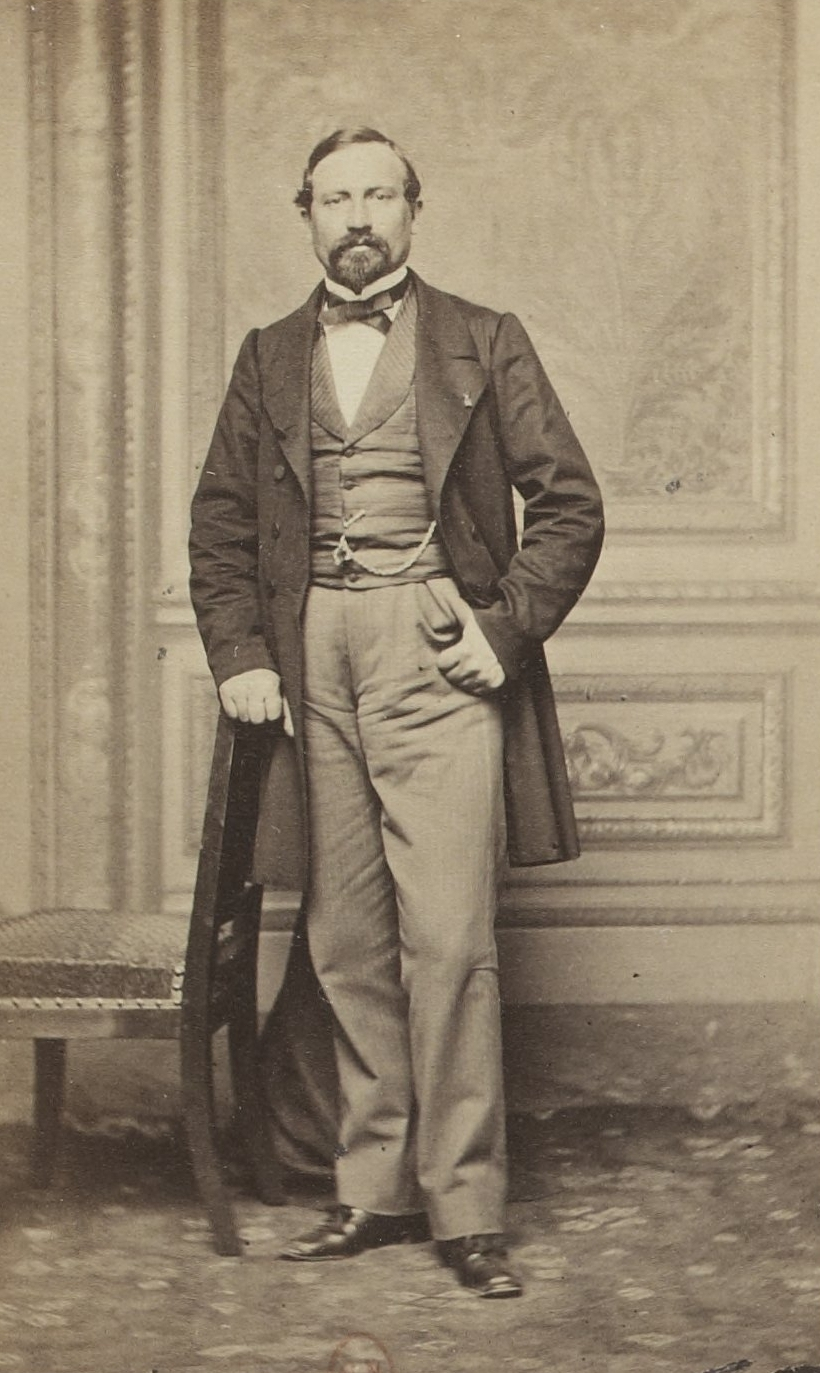
Paul Séverin Abbatucci.

Paul Séverin Abbatucci (* 1. Juni 1821 in Zicavo, Korsika; † 22. Juni 1888 in Olmeto, Korsika) war ein französischer Politiker.

## Leben
Paul Séverin Abbatucci war der dritte Sohn von Jacques Pierre Charles Abbatucci.  Von seinen beiden älteren Brüdern wurde Jean Charles 1857 Staatsrat und Antoine Dominique 1868 Brigadegeneral. Er trat im Alter von 30 Jahren ins politische Leben ein und wurde während des Zweiten Kaiserreichs 1852, 1857, 1863 und 1869 als bonapartistisch gesinnter Repräsentant Korsikas in die gesetzgebende Körperschaft gewählt. Als solcher stimmte er stets für alle von Kaiser Napoleon III. und dessen Ministern ergriffenen Regierungsbeschlüsse und hielt auch keine bemerkenswerten Reden. Mit seinem Landsmann Gavini forderte er 1867, den Korsen das Recht zum Tragen von Waffen einzuräumen.
Nach dem Ende Januar 1871 während des Deutsch-Französischen Kriegs zwischen Otto von Bismarck und Jules Favre geschlossenem Waffenstillstand wurde Abbatucci durch die am  8. Februar 1871 abgehaltene Wahl zum Mitglied der Nationalversammlung erkoren. Er war einer von fünf Bonapartisten, die ihren Sitz in Bordeaux hatten, wo er für den Frieden stimmte. Aufgrund seiner Neigung für Napoleon III. reichte er am 17. August 1871 in Versailles seinen Rücktritt ein, um Platz für den überzeugten Bonapartisten Eugène Rouher zu machen, der tatsächlich im Januar 1872 anstelle Abbatuccis zum Deputierten Korsikas gewählt wurde. Abbatucci zog sich völlig aus dem politischen Leben zurück und starb 1888 im Alter von 67 Jahren.